# Melanagromyza nobilis
Melanagromyza nobilis este o specie de muște din genul Melanagromyza, familia Agromyzidae, descrisă de Spencer în anul 1963.
Este endemică în Columbia. Conform Catalogue of Life specia Melanagromyza nobilis nu are subspecii cunoscute.